# La Palomera (Vilanova d'Escornalbou)
La Palomera és una masia de Vilanova d'Escornalbou (Baix Camp) inclòs a l'Inventari del Patrimoni Arquitectònic de Catalunya.

## Història
Va ser reconstruïda en el segle xviii per Josep Francesc de Portell i de Peirí, que manà posar l'escut de les dues famílies unides damunt la porta. En el Cadastre del 1778, constava com a propietari absentista i gaudia de nombroses propietats a la vila i una olla d'aiguardent al carrer de la Font. En aquesta època, les finques dels Portell-Peirí eren administrades per Antoni Bonet.
Segons la tradició popular, els propietaris s'arruïnaren amb motiu de la Primera Guerra Carlina, donant suport als absolutistes, i el camí que passa per davant del mas rep el nom de Camí dels Carlistes. El 1870, i per a liquidar diversos deutes, Josep Maria de Ballester i de Portell es veié obligat a vendre el mas i les terres a Joaquima Bru i Folc.

## Descripció
Situat a uns 3 km de la vila, ocupa una superfície de 604 m² i és fet amb aparell de grans i harmonioses proporcions. L'edifici és de planta baixa i dos pisos amb coberta a dues aigües, arrebossat blanc a la façana, flanquejat pels dos costats per dues galeries porticades sostingudes per columnes que conserven encara restes de pintura vermella. La porta, d'arc carpanell, té l'escut d'armes d'armes dels Portell-Peirí, de pedra picada i ben conservat, a la clau. Hi ha una finestra amb reixat a la planta baixa i sobre la façana hi ha una espadanya.